# Luigi Agliardi
Luigi Agliardi (Mantova, 5 giugno 1858 – Cologno al Serio, 14 febbraio 1931) è stato un generale italiano, che dopo aver preso parte alla campagna dell'Africa Orientale, alla rivolta dei Boxers, e alla guerra italo-turca, nel 1914 fu promosso al rango di maggior generale. L'11 giugno di quell'anno, durante gli avvenimenti della Settimana rossa fu preso brevemente prigioniero dai rivoltosi e tenuto prigioniero in una trattoria. Sceso a patti con i dimostranti fu esonerato dal comando Brigata di fanteria "Forlì" per decisione del Capo di stato maggiore del Regio Esercito generale Alberto Pollio. Richiamato in servizio attivo con l'entrata in guerra del Regno d'Italia, a partire dal 25 maggio comandò la Brigata di fanteria "La Spezia", e poi la "Novara".

## Biografia
Nacque a Mantova il 5 giugno 1858, figlio di Luigi ed Elisa Bertoli. Nell'ottobre del 1874 iniziò a frequentare il Scuola militare "Teulié" di Milano, passando poi alla Regia Accademia di Fanteria e Cavalleria di Modena, da cui uscì con il grado di sottotenente assegnato all'arma di fanteria, entrando in servizio permanente effettivo (s.p.e.) il 10 ottobre 1877. Prestò servizio in vari reggimenti di bersaglieri e nel 1895-1896 prese parte, con il grado di capitano, alla campagna dell'Africa Orientale.
Promosso al grado di maggiore nel 1898, due anni dopo ripartì per la Cina il 1º luglio del 1900 al comando del 1º Battaglione prestando servizio sotto gli ordini del colonnello Vincenzo Garioni durante le operazioni militari condotte contro la rivolta dei Boxers.
A partire dal 1902 incominciò il rimpatrio del contingente italiano, che terminò solamente il 25 aprile del 1905. Promosso al grado di colonnello nel 1909, assunse il comando del 29º Reggimento fanteria "Pisa", passando successivamente a quello del 3º bersaglieri (1910) e poi dell'11º Reggimento bersaglieri (dal 1911 al 1913).
Alla testa dell'11º Reggimento prese parte alla guerra italo-turca, combattendo in Tripolitania e in Cirenaica. Al termine delle campagne militari di Abissinia e Libia risultava insignito del titolo di Ufficiale dell'Ordine Militare di Savoia, e decorato di una Medaglia d'argento e una Medaglia di bronzo al valor militare. Nel 1914 fu promosso al rango di maggior generale, assumendo il comando della Brigata di fanteria "Casale".

### L'incidente di Savio
L'11 giugno dello stesso anno la sua carriera militare subì un duro colpo quando venne fatto prigioniero nella zona del fiume Savio, da dimostranti armati che lo tennero sotto sequestro per un certo periodo di tempo. In quel momento egli comandava la Brigata di fanteria "Forlì", ed era partito verso la zona di Cesenatico a bordo di una carrozza a cavallo onde ispezionare la costa in vista di un possibile sbarco degli austro-ungarici in caso guerra. Fermati dai rivoltosi, e non potendo difendersi armati solo con le sciabole d'ordinanza, Agliardi e i suoi ufficiali furono condotti presso la trattoria Torsani. Quando gli ufficiali consegnarono le proprie sciabole al fine di evitare uno scontro armato, la tensione si spense, ma poco dopo arrivò un plotone di cavalleria proveniente da Ravenna, che intimò ai dimostranti di liberare senza indugio i prigionieri. Decisi a resistere disperatamente, gli scioperanti furono convinti a desistere dallo scontro grazie alla sua mediazione con il comandante del plotone di cavalleria. Egli ottenne lo scioglimento del posto di blocco e il ritiro della cavalleria in cambio della liberazione di tutti i militari sequestrati.  L'episodio gli costò praticamente la carriera, perché fu messo in disponibilità, e collocato a riposo  per anzianità di servizio in fretta e furia, venendo iscritto nella riserva con decorrenza dal 16 luglio.

### La prima guerra mondiale
Con l'entrata in guerra del Regno d'Italia, il 24 maggio 1915, fu richiamato in servizio attivo. Sul fronte italiano, a partire dal 25 maggio comandò la Brigata di fanteria "La Spezia", operante in seno alla 32ª Divisione. Al comando della brigata prese parte alle azioni sul Monte Kuk (27 giugno), Monte Sabotino (23-24 luglio) e contro le posizioni di Globna (1-2 novembre). Il 9 dicembre lasciò il comando dell'unità, sostituito dal generale Giovanni Cattaneo. L'11 dicembre assunse il comando della Brigata di fanteria "Novara", mantenendolo fino al 14 gennaio del 1916, partecipando alla difesa del Lenzuolo Bianco (Oslavia). A causa della perdita di questa posizione, successivamente riconquistata tra i giorni 15 e 17, per essere definitivamente perduta il giorno 24, fu destituito su ordine del generale Luigi Cadorna. Successivamente prese parte alla conquista di Gorizia, mettendo piede sulla riva destra del fiume Isonzo l'8 agosto 1916. Tra il 1917 e il 1918 comandò la XXVII Brigata di marcia, e per la difesa della testa di ponte di Codroipo durante la rotta di Caporetto fu insignito di una seconda Medaglia d'argento al valor militare. Nell'ottobre del 1918, assunse il comando dell'XI Brigata bersaglieri, che mantenne fino al termine delle ostilità.
Dopo la fine della guerra, nel dicembre del 1918 fu ricollocato in congedo. Fu elevato al rango di generale di divisione della riserva nell'ottobre del 1921. Si spense a Cologno al Serio il 14 febbraio 1931.
Era insignito delle onorificenze di Commendatore dell'Ordine della Corona d'Italia e di Cavaliere dell'Ordine dei Santi Maurizio e Lazzaro e decorato della Medaglia Mauriziana al merito per i 10 lustri di carriera militare. Alla sua memoria il comune di Savio ha dedicato una via nel 2007.

### Annotazioni
1. ↑  La famiglia era originaria di Cologno al Serio, e lui era l'ultimo di una numerosa prole.
2. ↑  Costituito da quattro compagnie provenienti da diversi reggimenti bersaglieri. L'altra unità assegnata al Corpo di spedizione era il 1º Battaglione fanteria del tenente colonnello Tommaso Salsa.
3. ↑  La spedizione si componeva di due carrozze che trasportavano il generale ed il suo seguito, ed era stata autorizzata dal Prefetto di Forlì che gli aveva detto che la situazione era tranquilla, e che non vi erano pericoli.
4. ↑  Che oltretutto erano tenute legate in un fascio a bordo di una delle carrozze.
5. ↑  Fu aspramente criticato dai suoi superiori per essere sceso a patti con i dimostranti, cosa ritenuta disonorevole per gli ufficiali del Regio Esercito, ed il suo allontanamento fu fortemente voluto dal Capo di stato maggiore dell'Esercito, generale Alberto Pollio.
6. ↑  Costituita dal 124º e 125º Reggimento di fanteria.
7. ↑  Costituita dal 153º e 154º Reggimento di fanteria.
8. ↑  In quella data lasciò il comando della Brigata, che fu assunto il giorno 26 dal colonnello Luigi Solari.

### Fonti
1. 1 2 3  Bassetti 2014, p. 35.
2. 1 2  Bassetti 2014, p. 90.
3. 1 2 3  Bassetti 2014, p. 36.
4. 1 2 3  Lotti 1972, p. 201.
5. ↑  Lotti 1972, p. 204.
6. ↑  Lotti 1972, p. 202.
7. ↑  Gazzetta del Regno d'Italia n.39 del 15 luglio 1915.
8. ↑  Regio Decreto del 9 luglio 1914.
9. ↑  Gazzetta del Regno d'Italia n.230 del 25 settembre 1914.
10. 1 2  Cavaciocchi, Ungari 2014, p. 70.
11. ↑  Cavaciocchi, Ungari 2014, p. 65.
12. 1 2  Cavaciocchi, Ungari 2014, p. 102.
13. ↑  Cavaciocchi, Ungari 2014, p. 128.
14. ↑   Sito web del Quirinale: dettaglio decorato, su quirinale.it. URL consultato il 12 settembre 2019.
15. ↑  Gazzetta Ufficiale del Regno d'Italia n.235 del 1º ottobre 1914.